# Exocelina broschii
Exocelina broschii är en skalbaggsart som först beskrevs av Michael Balke 1998.  Exocelina broschii ingår i släktet Exocelina och familjen dykare. Inga underarter finns listade i Catalogue of Life.